# 天津市对外经济贸易服务中心
天津市对外经济贸易服务中心是天津市商务局（原天津市对外经济贸易委员会、天津市商务委员会）的直属处级单位。

## 沿革
- 2001年，天津市对外经济贸易服务中心成立，办公地点为和平区南京路东芝大楼。
- 2002年，加挂“天津市对外经济贸易企业协会”、“津贸伟业咨询公司”牌子，并受托对“天津市商务委员会驻广州办事处”进行管理，实行“四块牌子”、一套人员的管理体制。
- 2009年12月1日，天津市商务委员会为搬迁到和平区赤峰道51号原巨利洋行大楼的天津市对外经济贸易服务中心、天津市对外经济贸易企业协会揭牌。

## 内设部门
- 办公室
- 财务部
- 信息化部
- 综合会展部
- 综合培训部
- 对外联络部
- 综合办证部

## 主要职责
- 按照商务部的授权范围和天津市商务委员会管理规定，负责外经贸企业进出口商品许可证件的核准发放。
- 负责为各种外经贸审批事项提供咨询服务。
- 负责为天津市外经贸从业人员进行相关政策、知识、业务实务操作培训。
- 协助与承办天津市商务委员会指定的国内外各类商品展览会、经贸洽谈等。
- 承接天津市重大外经贸活动的服务保障性工作。
- 承办天津市商务委机关交办的其他服务保障性工作。
- 承担“天津市对外经济贸易企业协会”、“天津市商务委员会驻广州办事处”和“津贸伟业咨询公司”的日常管理工作。[1]